# Around the World in a Day
Az Around the World in a Day az amerikai zenész, Prince hetedik stúdióalbuma, amely 1985. április 22-én jelent meg. Az albumon eltávolodott a hangzástól, amely a Purple Rainnel meghozta neki a nemzetközi sikereit és sokkal inkább a pszichedelikus stílussal próbálkozott. Prince kérésére nem promotálták előre az albumot és az első kislemezek csak egy hónappal az album kiadása után jelentek meg.
Az Around the World in a Day nem közelítette meg a Purple Rain sikereit, de Prince és a The Revolution második első helyezett Billboard 200-as albuma lett. Négyből két kislemez ("Raspberry Beret", "Pop Life") a legjobb tíz helyezés egyikét érte el a Billboard Hot 100-on. Prince 2016-os halála után a "Raspberry Beret" 33. helyig jutott a Billboard Hot 100-on. Az Around the World in a Day dupla platina minősítést kapott az Amerikai Hanglemezgyártók Szövetségétől (RIAA) 1985 júliusában.

## Háttér
Az Around the World in a Day felvételei a Purple Rain munkálatai előtt kezdődtek. A Purple Rain hat hónapos turnéi után tért vissza Prince a hetedik albumához. Az album pszichedelikus hangzást követett. Az albumborító és a stílusa miatt hasonlították a The Beatles Sgt. Pepper's Lonely Hearts Club Band albumához. Prince később azt mondta, hogy a The Beatles nem befolyásolta a az album hangzását.

## Számlista
|    | Cím                       | Szerző(k)                             | Hossz |
| -- | ------------------------- | ------------------------------------- | ----- |
| 1. | Around the World in a Day | Prince, John L. Nelson, David Coleman | 3:28  |
| 2. | Paisley Park              | Prince                                | 4:42  |
| 3. | Condition of the Heart    | Prince                                | 6:48  |
| 4. | Raspberry Beret           | Prince                                | 3:33  |
| 5. | Tamborine                 | Prince                                | 2:47  |
| 6. | America                   | Prince                                | 3:42  |
| 7. | Pop Life                  | Prince                                | 3:43  |
| 8. | The Ladder                | Prince, Nelson                        | 5:29  |
| 9. | Temptation                | Prince                                | 8:18  |

## Kislemezek
| Kislemez          | B-oldal                   | B-oldal                   | Slágerlisták | Slágerlisták | Slágerlisták |
| Kislemez          | US                        | UK                        | US           | US R&B       | UK           |
| ----------------- | ------------------------- | ------------------------- | ------------ | ------------ | ------------ |
| "Raspberry Beret" | "She's Always in my Hair" | "Hello"                   | 2            | 4            | 25           |
| "Paisley Park"    | nem jelent meg            | "She's Always in my Hair" | –            | –            | 18           |
| "Pop Life"        | "Hello"                   | "Girl"                    | 7            | 8            | 60           |
| "America"         | "Girl"                    | nem jelent meg            | 46           | 35           | –            |

## Slágerlisták
| Slágerlista (1985)                    | Legmagasabb pozíció |
| ------------------------------------- | ------------------- |
| Ausztrália (Kent Music Report)        | 12                  |
| Osztrák Albumok                       | 7                   |
| Kanadai Albumok                       | 16                  |
| Holland Albumok                       | 1                   |
| Német Albumok                         | 10                  |
| Új-Zéland-i Albumok                   | 16                  |
| Norvég Albumok                        | 10                  |
| Svéd Albumok                          | 1                   |
| Svájci Albumok                        | 8                   |
| UK Albums Chart                       | 5                   |
| US Billboard 200                      | 1                   |
| US Top R&B/Hip-Hop Albums (Billboard) | 4                   |
| Slágerlista (2016)                    | Legmagasabb pozíció |
| Francia Albumok (SNEP)                | 134                 |
| US Billboard 200                      | 51                  |

## Minősítések
| Régió                    | Minősítés  | Példányszám |
| ------------------------ | ---------- | ----------- |
| Új-Zéland (RMNZ)         | Arany      | 7,500       |
| Egyesült Királyság (BPI) | Arany      | 100,000     |
| Egyesült Államok (RIAA)  | 2× Platina | 2,000,000   |